# Eranholi
Eranholi es una ciudad censal situada en el distrito de Kannur en el estado de Kerala (India). Su población es de 25818 habitantes (2011). Se encuentra a 19 km de Kannur y a 72 km de Kozhikode.

## Demografía
Según el censo de 2011 la población de Eranholi era de 25818 habitantes, de los cuales 11741 eran hombres y 14077 eran mujeres. Eranholi tiene una tasa media de alfabetización del 98,29%, superior a la media estatal del 94%: la alfabetización masculina es del 98,82%, y la alfabetización femenina del 97,86%.